# Clavitheca poeltii
Clavitheca es un género monotípico de musgos perteneciente  a la familia Funariaceae.  Su única especie, Clavitheca poeltii, es originaria de  .

## Taxonomía
Clavitheca poeltii fue descrita por (Ochyra) O.Werner, Ros & Goffinet y publicado en The Bryologist 110: 113. 2007.